# Митуса (літературний гурт)
Митуса — літературно-мистецька група, що діяла у Львові в 1921–1922 роках; група видавала літературно-мистецький місячник «Митуса».
Назва «Митуса» походить від імені літописного співця, який прийняв смерть за вироком князя Данила Галицького, але своїх переконань не зрікся, і його слово правди залишилося жити у пам'яті народу. Для митців співець Митуса був символом незнищенності поетичного слова, яке вони присвятили боротьбі за свободу і незалежність України.
Основу групи складали вчорашні січові стрільці, для яких мрією була вільна незалежна Україна.
Представники: Роман Купчинський, Олесь Бабій, Василь Бобинський, Юрій Шкрумеляк, М. Матвіїв-Мельник, Левко Лепкий, художник Павло Ковжун, Антін Павлюк.
Естетичні засади групи:
- орієнтація на естетику українських символістів та європейських модерністів;
- захист самодостатності мистецтва слова;
- у поетичних і прозових творах переважає героїчна, зокрема стрілецька, тематика.

Група в дечому була послідовником львівської групи «Молода муза», зокрема в орієнтації на символістську поетику. На тематику членів групи впливала гіркота поразки змагань за українську державність. Виділялися мотиви усесвітнього страждання, космічного болю на реальний ґрунт, конкретні історичні обставини. У творчості групи також відчувався вплив київських поетів-символістів, зокрема з групи «Музагет».